# محطة قطار هرتسليا
محطة قطار هرتسليا (بالعبرية: תחנת הרכבת הרצליה) هي محطة قطار في شبكة خطوط السكك الحديدية الإسرائيلية تخدم مدن جنوب الشارون (رعنانا، هرتسليا ورمات هشارون) والمنطقة المحيطة. تقع المحطة في المنطقة الفاصلة بين هرتسليا بيتواخ والأحياء الأخرى في المدينة، على الخط الساحلي لخطوط السكك الحديدية الإسرائيلية.

## تاريخ
كجزء من بناء الخط الساحلي الممتد من تل أبيب إلى الخضيرة في أوائل الخمسينيات من القرن 20، تقرر بناء محطة بالقرب من هرتسليا. طالب سكان رعنانا بناء المحطة في نقطة أقرب إليهم. شارك مجلس هرتسليا في تمويل الطريق المؤدية إلى المحطة. افتتحت محطة قطار هرتسليا في عام 1953 كجزء من مشروع بناء السكة الحديدية الساحلية.

## مبنى المحطة
يخدم الرصيفان 1 و2 خط القطارات التي تتجه إلى مدن الشارون، والرصيفين 3 و4 الخطوط التي تسير جنوبًا والرصيفين 5 و6 يخدما الخطوط التي تسير شمالًا. جميع الأرصفة في المحطة هي أرصفة جزيرة. جميع الأرصفة متصلة بممر تحت الأرض وهي الوصلة الوحيدة بينها وبين صالة الركاب. لا يمكن الدخول إلى المحطة أو الخروج منها إلا من خلال صالة الركاب الواقعة شرق طريق أيالون السريع.

## الخطوط
- في ساعات الذروة تتوقف ثلاثة قطارات كل ساعة في كلا الاتجاهين شمالًا وجنوبًا على خط الضواحي بنيامينا – رحوڤوت وخلال باقي الساعات قطار واحد.
- يغادر من المحطة قطار واحد كل ساعة إلى بيت شيمش ونتانيا.
- في المحطة تتوقف القطارات الليلية من مطار بن غوريون / وإلى مطار بن غوريون.
- يغادر من المحطة قطارين كل ساعة باتجاه كفار سابا.
- يغادر من المحطة قطارين كل ساعة باتجاه محطة ناڤون في القدس.